# Pedra do Calhau
Pedra do Calhau é uma formação rochosa localizada na zona rural do município de Carmo do Cajuru, no estado de Minas Gerais, Brasil. Situada próxima à represa do Rio Pará, é um dos principais pontos turísticos da região, sendo visitada por amantes da natureza, trilheiros e fiéis que participam de celebrações religiosas no topo do morro.

## Localização
A Pedra do Calhau está situada a aproximadamente 10 km do centro de Carmo do Cajuru, em uma área de transição entre o Cerrado e a Mata Atlântica. O acesso ao local é feito por estradas rurais e trilhas utilizadas por caminhantes, corredores e ciclistas.

## Características
A formação destaca-se pela altitude relativa e pela vista panorâmica da região, incluindo a cidade de Carmo do Cajuru e a represa do Rio Pará. No topo da pedra encontram-se um cruzeiro e uma pequena capela, elementos que representam a religiosidade da comunidade local.

## Uso turístico e religioso
A Pedra do Calhau é utilizada para diversas atividades:
- Trilhas ecológicas e caminhadas;
- Ciclismo e corrida em montanha;
- Fotografia de paisagens naturais;
- Celebrações religiosas, como a missa da Santa Cruz, realizada anualmente no topo da pedra.

## Importância cultural
O local possui valor simbólico e afetivo para os moradores de Carmo do Cajuru. O cruzeiro no alto da serra é ponto de peregrinação e destaca a presença da fé católica na cultura da cidade.